# Stadion Spartak w Połocku
Stadion Spartak – wielofunkcyjny stadion w Połocku, na Białorusi. Został otwarty w 1969 roku. Może pomieścić 5000 widzów. Swoje spotkania rozgrywają na nim piłkarze klubu FK Połock-2019.
Stadion został otwarty w lipcu 1969 roku. Obiekt powstał w miejscu, w którym dawniej znajdował się Zamek Dolny. Gospodarzem stadionu do jego upadku w 2013 roku był klub FK Połock, grający dawniej w białoruskiej pierwszej lidze (drugi poziom rozgrywkowy). Od 2019 roku na arenie występują piłkarze nowego zespołu FK Połock-2019, grającego w rozgrywkach regionalnych.